# Dorylus bishyiganus
Espèce
Synonymes
- Anomma bishyiganum van Boven, 1972 - protonyme

Dorylus bishyiganus est une espèce de fourmis de la sous-famille des Dorylinae.

## Description
L'holotype de Dorylus bishyiganus, une reine,  mesure 38,2 mm.

## Étymologie
Son épithète spécifique, bishyiganus, lui a été donné en référence au lieu de sa découverte, Bishyiga, à environ 60 km au sud-ouest de Kigali (Rwanda), village accolé au parc national de Nyungwe. 

## Publication originale
- Jozef K. A. van Boven, « Description de deux reines d'Anomma (Hymenoptera : Formicidae) », Bulletin & annales de la Société royale d'entomologie de Belgique, Société royale belge d’entomologie, vol. 108,‎ 1972, p. 133-146 (ISSN 0049-1128, OCLC 220214447, DOI 10.5281/ZENODO.26903, lire en ligne).